# Dommartin-le-Coq
Dommartin-le-Coq ist eine französische Gemeinde mit 53 Einwohnern (Stand: 1. Januar 2022) im Département Aube in der Region Grand Est; sie gehört zum Arrondissement Troyes und zum Kanton Arcis-sur-Aube. 

## Geografie
Dommartin-le-Coq liegt etwa 28 Kilometer nordnordöstlich von Troyes an der Aube, die die Gemeinde im Südwesten begrenzt. Umgeben wird Dommartin-le-Coq von den Nachbargemeinden Vaucogne im Norden, Jasseines im Osten, Brillecourt im Süden und Südosten, Coclois im Südwesten, Nogent-sur-Aube im Westen sowie Morembert im Nordwesten.

## Bevölkerungsentwicklung
| Jahr                       | 1962 | 1968 | 1975 | 1982 | 1990 | 1999 | 2006 | 2011 | 2018 |
| Einwohner                  | 102  | 88   | 71   | 65   | 71   | 60   | 64   | 62   | 59   |
| Quellen: Cassini und INSEE |      |      |      |      |      |      |      |      |      |

## Sehenswürdigkeiten
- Kirche Saint-Martin aus dem 11./12. Jahrhundert

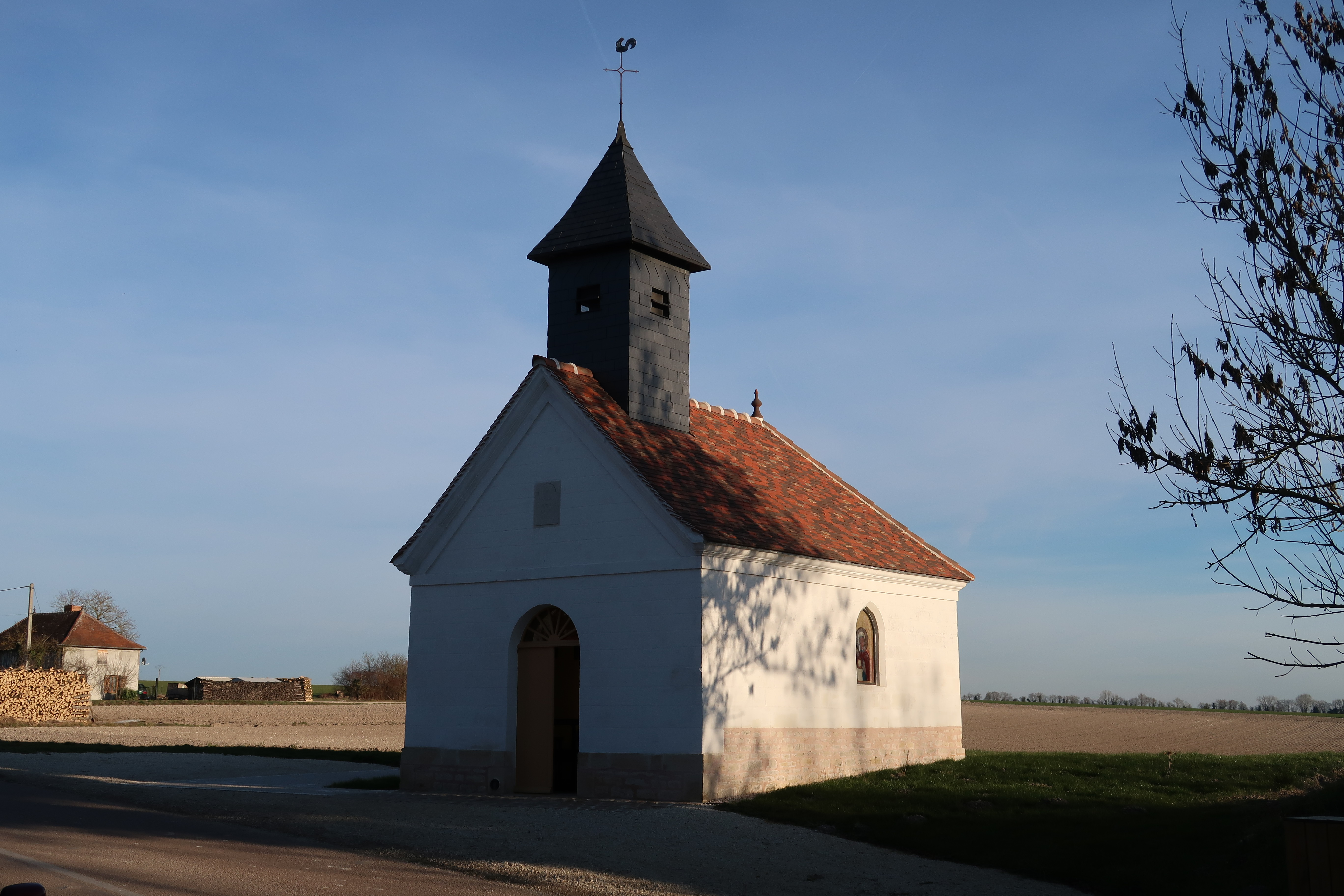
Kapelle Sainte-Théodosie

- Kapelle Sainte-Théodosie